# Locura Real
Locura Real è un singolo della cantautrice italiana Giordana Angi, pubblicato il 12 luglio 2024.

## Descrizione
Il brano è scritto, composto e prodotto dalla stessa cantautrice con Martin Kierszenbaum.

## Video musicale
Il video musicale è stato pubblicato in anteprima l'11 luglio 2024 attraverso il canale YouTube della cantautrice.

## Tracce
Testi e musiche di Giordana Angi e Martin Kierszenbaum.
1. Locura Real – 1:48